# Gordon McQueen
Gordon McQueen (26. června 1952, Kilwinning – 15. června 2023, Hutton Rudby) byl skotský fotbalista, obránce.

## Klubová kariéra
Začínal ve skotském týmu St. Mirren FC. V roce 1972 přestoupil do anglického týmu Leeds United FC, se kterým získal v roce 1974 mistrovský titul. V roce 1978 přestoupil do týmu Manchester United FC,  se kterým dvakrát vyhrál anglický pohár. Celkem v anglické nejvyšší soutěži odehrál 324 utkání a dal 35 ligových gólů. Kariéru končil v Hongkongu. V Poháru mistrů evropských zemí nastoupil v 7 utkáních a dal 3 góly, v Poháru vítězů pohárů nastoupil v 7 utkáních a v Poháru UEFA nastoupil v 6 utkáních. Za seniorskou reprezentaci Skotska nastoupil v letech 1974–1981 ve 30 utkáních a dal 5 gólů. Byl členem skotské reprezentace na Mistrovství světa ve fotbale 1974, ale v utkání nenastoupil. Nastoupil v obou utkáních kvalifikace na Mistrovství světa ve fotbale 1978 proti Československu. Na Mistrovství světa ve fotbale 1978 byl členem týmu, ale v utkání nenastoupil. 

## Ligová bilance
| Ročník                    | Zápasy | Góly | Klub                 |
| ------------------------- | ------ | ---- | -------------------- |
| 1. skotská liga 1970/1971 | 17     | 0    | St. Mirren FC        |
| 2. skotská liga 1971/1972 | 34     | 5    | St. Mirren FC        |
| 2. skotská liga 1972/1973 | 6      | 0    | St. Mirren FC        |
| Premier League 1972/1973  | 6      | 0    | Leeds United FC      |
| Premier League 1973/1974  | 36     | 0    | Leeds United FC      |
| Premier League 1974/1975  | 33     | 2    | Leeds United FC      |
| Premier League 1975/1976  | 10     | 1    | Leeds United FC      |
| Premier League 1976/1977  | 34     | 7    | Leeds United FC      |
| Premier League 1977/1978  | 21     | 5    | Leeds United FC      |
| Premier League 1977/1978  | 14     | 1    | Manchester United FC |
| Premier League 1978/1979  | 36     | 6    | Manchester United FC |
| Premier League 1979/1980  | 33     | 9    | Manchester United FC |
| Premier League 1980/1981  | 11     | 2    | Manchester United FC |
| Premier League 1981/1982  | 21     | 0    | Manchester United FC |
| Premier League 1982/1983  | 37     | 0    | Manchester United FC |
| Premier League 1983/1984  | 20     | 1    | Manchester United FC |
| Premier League 1984/1985  | 12     | 1    | Manchester United FC |
| CELKEM Premier League     | 324    | 35   |                      |
| CELKEM 1. skotská liga    | 17     | 0    |                      |